# Megan Young
Megan Lynne Young (Alexandria, 27 de fevereiro de 1990) é uma modelo das Filipinas que venceu o Miss Mundo 2013 realizado em Bali, na Indonésia. Ela foi a primeira de seu país a vencer o concurso, derrotando outras 126 candidatas.

## Biografia
Megan nasceu nos EUA e tem dois irmãos, Victor e Lauren. Sua família mudou-se para as Filipinas quando ela tinha 10 anos.
Antes de ser Miss Filipinas, ela trabalhou como atriz e apresentadora de TV e havia participado do reality StarStruck em 2004 na emissora GMA-7. Ela também já tinha trabalhado com a ABS-CBN e a TV5. Estudou cinema e seus planos futuros são se tornar diretora.
Jogar vídeo game e ler os  livros de Harry Poter estão entre seus passatempos preferidos.
Em setembro de 2012 ela foi escolhida pelo presidente filipino Benigno Noynoy  Aquino como Embaixadora Nacional da Paz para o "I Am For Peace”. Como Miss Mundo, ela também foi convidada pela BBC para participar da “Conferência 100 Mulheres da BBC” (em inglês: BBC's 100 Women Conference) realizada em Londres em 2013.
Casou-se em janeiro de 2020 com seu namorado de longa data, Mikael Daez.

## Participação em concursos de Beleza

### Miss Filipinas 2013
Megan foi coroada Miss Filipinas em agosto de 2013. Nesse concurso ela também levou os prêmios, entre outros, de "Melhor Passarela de Moda" e de "Miss Esportes".

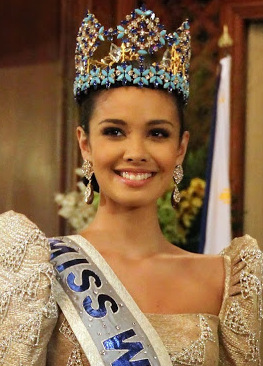
Megan durante sua visita ao presidente filipino, em outubro de 2013

### Miss Mundo 2013
Megan foi coroada aos 23 anos, no dia 28 de setembro, em Bali, na Indonésia, derrotando outras 126 concorrentes. Logo após vencer, ela disse: “prometo ser a melhor Miss Mundo”.
Durante o concurso, nas provas preliminares, ela foi finalista na prova "Beleza Praia " e venceu a prova "Top Model".
Em seu reinado, Megan viveu em Londres e atendeu diversas atividades de caridade mantidas pela Organização Miss Mundo, incluindo ações de ajuda às vítimas do Tufão Yolanda que atingiu as Filipinas (também chamado de Tufão Haiyan) em novembro de 2013.  Depois de seu reinado Megan disse: “Ajudar as pessoas após o tufão que devastou as Filipinas foi o que mais me marcou durante meu reinado. Eu estava apta a ajudar meus conterrâneos de forma que eu nunca imaginei por causa do meu título.”

#### Tufão Yolanda
O Tufão Haiyan (ou ainda Supertufão Haiyan ou Tufão Yolanda) atingiu várias cidades das Filipinas, fazendo que a organização Miss Mundo decidisse focar o projeto Beleza com Propósito (em inglês Beauty with a Purpose) para ajudar o país. Megan então viajou durante uma semana pelos EUA para arrecadar fundos destinados às vitimas do tufão. Ela visitou Nova Iorque, Nova Jérsey e Los Angeles.

#### Volta para casa
Em 10 de outubro, duas semanas depois de ter sido coroada Miss Mundo, Megan voltou a seu país, onde foi recepcionada e homenageada. "É um sentimento incrível e minhas lágrimas são de alegria", disse ela, segundo o IB Times.
Ela também visitou o  presidente Benigno Aquino III, senadores e deputados, tendo recebido a Medalha de Distinção do Congresso como homenagem da Câmara dos Deputados.

#### Incidente no Hati
Durante uma viagem ao Haiti em novembro de 2013, em companhia de Júlia Morley, diretora da Organização Miss Mundo, parte do orfanato que Megan e Júlia visitavam desabou. A Miss Mundo não se feriu, mas Júlia teve que ser levada às pressas para um hospital nos EUA.

## Vida após o Miss Mundo
Depois de coroar sua sucessora, Megan voltou para as Filipinas. Em março de 2015, foi anunciado que ela voltava para a emissora GMA-7 onde seria co-apresentadora do reality “Starstruck”.
Em meados de 2015 foi anunciado que ela faria a protagonista da novela Marimar (telenovela filipina) (Marimar no título original).
Ela foi uma das apresentadoras do Miss Mundo 2015.
É casada desde janeiro de 2020 com seu namorado de longa data, Mikael Daez.